# نور الدين بوكروح

نور الدين بوكروح سياسي جزائري أسس حزب التجديد الجزائري وشارك في الانتخابات الرئاسية 1995 وتقلد عدة مناصب وزارية
تبنى نور الدين بوكروح الخط الليبرالي في توجهاته الفكرية.

## سيرة
ولد نور الدين بوكروح في 5 مارس 1950 بالميلية بولاية جيجل، درس بثانوية الأمير عبد القادر بباب الوادي وتخصص في الاقتصاد فنال دبلوم الدراسات العليا في باريس (CNAM, Paris).
تبنى نور الدين بوكروح توجهات ليبرالية حيث يميل إلى الاقتصاد الحر وإلى خصخصة المؤسسات حتى يتسنى للجزائر من وجهة نظره أن تنطلق في تنميتها الاقتصادية والاجتماعية الواسعة. ويعلن موقفه ضد الحزب الواحد وضد مركزية السلطة.
التحق في سنة 1970 بوزارة الشؤون الدينية.
أصبح بوكروح عام 1973 موظفا في وزارة المالية مكلفا بالدراسات ليصبح فيما بعد مديرا مركزيا. وبعد ذلك عين مديرا لصندوق التوفير الجزائري (Caisse d’Epargne Algerienne).
وقد ترك بوكروح إدارة هذه المؤسسة بعد خلاف مع وزير الوصاية بوعلام بن حمودة. سافر نور الدين بوكروح إلى إيران عقب ادلاع الثورة الخمينية وقابل المسؤلين الإيرانيين

## النشر والكتابة
أول مقال كتبه في نوفمبر 1970 في صحيفة المجاهد وعنوان المقال (الإسلام والتقدمية) كما مارس الكتابة في بداية السبعينيات في مجلة «الجيش» الصادرة عن مفوضية الجيش السياسية ثم أنشأ بوكروح دارا صغيرة للنشر باسم شركة النشر والإتصال. وقد نشرت هذه الدار بعض أعمال المفكر الجزائري مالك بن نبي. ومن بين ما نشرت دار النشر كتاب«تحيا الجزائر» وكتاب«الجزائر بين السيئ والأسوأ» وكلاهما بالفرنسية. كما استمر نشر بوكروح في أواسط الثمانينيات سلسلة من المقالات الصحفية.
حزب التجديد الجزائري

## إقتحام عالم السياسة
بعد أحداث 5 أكتوبر 1988 وما تبعها من تبعات إعلان الرئيس الشاذلي بن جديد مبدأ التعددية السياسية، أسس نور الدين بوكروح حزب التجديد الجزائري عام 1989. ويتبنى هذا الحزب أفكار مالك بن نبي الليبرالية، ومع ذلك فأفكار الحزب وخطابات نور الدين بوكروح لا تحظى بشعبية وسط الجماهير الجزائرية.
ترشح نور الدين بوكروح الانتخابات الرئاسية الجزائرية 1995 إلى جانب اليامين زروال ومحفوظ نحناح والسعيد سعدي، وقد حصل على المرتبة الرابعة بمجموع 443144 صوتا بنسبة مؤية 3,70% من مجموع الأصوات.
تقلد مناصب وزارية فيما بعد بين سنتي 1999 و2005.

## المناصب التي تقلدها
- 1999 - 2001 وزير المؤسسات والصناعات الصغيرة والمتوسطة
- 2001 - 2002 وزير المساهمة وتنسيق الاصلاحات
- 2002 - 2005 وزير التجارة